# Полоз оливковий
Полоз оливковий (Platyceps najadum) — вид змій родини полозових (Colubridae). Один із 31 виду роду пласкоголових полозів Platyceps. Поширений в Європі, Західній і Центральній Азії. Вид занесений до Додатку ІІ Бернської конвенції. Описано 6 підвидів.

## Опис
Змія середнього розміру, з тонким і струнким тілом. Довжина тіла (L. — довжина тіла від кінчика морди до клоаки) до 100 см. Хвіст (L.cd.) довгий: співвідношення  L./L.cd. складає 2,0—2,9. Самиці дещо більші й міцніші, ніж самці. Голова широка, сплощена і пласка, більш-менш чітко відмежована від шиї. Кінчик морди тупо закруглений. Зіниця ока кругла. Ніздря розташована між двома носовими щитками. Верхньощелепні зуби поступово збільшуються за напрямком у глибину пащі, причому 2 останніх зуба відділені від інших невеликим проміжком; всі зуби без борозенок (не спеціалізовані для введення отрути).
Тіло вкрите лускою із слабо вираженими реберцями. На лусках по одній апікальні ямці. Черевні щитки утворюють на боках черева добре помітні ребра. Навколо середини тулуба (Sq.) 19 лусок. Черевних щитків (Ventr.) налічується 205—238, підхвостових (Scd.) — 98—135 пар. Анальний щиток розділений (А. 1/1). Міжщелепний щиток слабо вдається між носовими більш-менш загостреним верхнім краєм. Задні нижньощелепні щитки довше й вужче передніх і звичайно поділяються рядками дрібних лусок.
Забарвлення верхньої сторони тіла оливкового кольору з коричневим, буруватим, сіруватим або зеленуватим відтінком. З боків шийної області і передньої частини тулуба проходить по 1 поздовжньому рядку чорнуватих, темно-оливкових або зелених, окреслених темною облямівкою, плям, окреслених жовтуватим кільцем. Плями обох сторін у шийній області нерідко зливаються разом поперек шиї й зменшуються в напрямку хвоста. Голова зверху однокольорова або з темними плямами. Райдужна оболонка очей золотаво-жовтого забарвлення. Черево жовтувате, жовте або зеленувато-біле, без темних плям. Зустрічаються особини-меланісти. 

## Поширення
Вид поширений в Європі (Хорватія, Боснія та Герцеговина, Чорногорія, Македонія, Західна Албанія, Греція, Кіпр, Південна Болгарія, Росія), Західній і Центральній Азії (Туреччина, Іран, Ірак, Ізраїль, Сирія, Північна Йорданія, Азербайджан, Вірменія, Грузія, Туркменістан).

## Особливості біології
Населяє ксерофітні ландшафти, відкриті ділянки кам'янистої напівпустелі й полинового степу, скельні виходів і розсипи, вкриті чагарником та лісом схили передгір'їв й гір, ялівцеві рідколісся, дубові гаї, узлісся, сади, виноградники, руїни старих будівель. Зустрічається на висоті до 2200 м над рівнем моря. Ховається в порожнечах у ґрунті, щілинах між камінням, лісовій підстилці, норах різних тварин, дуплах. 
Полоз оливковий відрізняється великою рухливістю і високою швидкістю. Агресивний, але на відміну від інших видів роду, не шипить, безшумно кидається в бік небезпеки. Навесні з'являється на поверхні на початку березня — у середині квітня. У спекотну пору року активний у ранкові години й увечері перед заходом сонця. 
Полоз оливковий належить до яйцекладних змій. Парування  відбувається в середині травня. Самиця відкладає в липні від 3 до 16 веретеноподібно витягнутих яєць розміром 37—44 × 13—14 мм. Вилуплення молодих полозів 20—21 см завдовжки відбувається наприкінці серпня — у середині вересня. 
Живиться переважно ящірками, зрідка дрібними гризунами та комахами, найчастіше прямокрилими. Здобич схоплює на ходу, переслідуючи її, при цьому дрібні ящірки проковтуються живцем, а більш велику здобич полоз, як і багато інших видів роду, душить, притискаючи її тілом до землі.

## Охорона
Стан більшості природних популяцій виду в межах ареалу залишається більш-менш стабільним. Саме тому він, згідно з Червоним списком МСОП, отримав охоронний статус «відносно благополучний вид». Але в окремих регіонах спостерігається тенденція до зниження чисельності популяції виду, що потребує запровадження охоронних заходів. Тому, полоз оливковий занесений до Додатку ІІ Бернської конвенції (охоронна категорія: вид підлягає особливій охороні), а також охороняється Директивою Європейського Союзу 92/43/ЄС «Про збереження природних оселищ та видів природної фауни і флори» (Додаток IV. Види рослин і тварин, що становлять особливий інтерес для Європейського Союзу, які потребують суворих заходів охорони). 

## Систематика
Один із 31 виду роду пласкоголових полозів Platyceps. Донедавна полоза оливкового розглядали як один із видів роду струнких полозів (Coluber).
Станом на 2025 рік описано 6 підвидів:
- Platyceps najadum najadum
- Platyceps najadum albitemporalis
- Platyceps najadum atayevi
- Platyceps najadum dahlii
- Platyceps najadum kalymnensis
- Platyceps najadum schmidtleri